# Willa Muir
Willa Muir (n. 13 martie 1890, Montrose⁠(d), Scoția, Regatul Unit al Marii Britanii și Irlandei – d. 22 mai 1970, Dunoon⁠(d), Scoția, Regatul Unit) a fost o romancieră, eseistă și traducătoare scoțiană.

## Biografie
Willa Muir s-a născut cu numele de Wilhelmina Johnston Anderson în Montrose, în anul 1890. A studiat filologia clasică la Universitatea Saint Andrews, absolvind în anul 1910. În 1919 s-a căsătorit cu poetul Edwin Muir. Cartea ei Women: An Inquiry este o carte-eseu pe tema feminismului.

## Scrieri

### Romane
- Imagined Corners (1931)
- Mrs Ritchie (1933)

### Traduceri ca Agnes Neill Scott
- Boyhood and Youth de Hans Carossa (1931)
- A Roumanian Diary de Hans Carossa (1929)
- Doctor Gion, etc. de Hans Carossa (1933)
- Life Begins de Christa Winsloe (1935)
- The Child Manuela de Christa Winsloe (1934)

### Traduceri de Willa și Edwin Muir
- Power de Lion Feuchtwanger, New York, Viking Press, 1926.
- The Ugly Duchess: A Historical Romance de Lion Feuchtwanger, London, Martin Secker, 1927.
- Two Anglo-Saxon Plays: The Oil Islands and Warren Hastings, de Lion Feuchtwanger, London, Martin Secker, 1929.
- Success: A Novel de Lion Feuchtwanger, New York, Viking Press, 1930.
- The Castle de Franz Kafka, London, Martin Secker, 1930.
- The Sleepwalkers: A Trilogy de Hermann Broch, Boston, MA, Little, Brown & Company, 1932.
- Josephus de Lion Feuchtwanger, New York, Viking Press, 1932.
- Salvation de Sholem Asch, New York, G.P. Putnam’s Sons, 1934.
- The Hill of Lies de Heinrich Mann, London, Jarrolds, 1934.
- Mottke, the Thief de Sholem Asch, New York, G.P. Putnam’s Sons, 1935.
- The Unknown Quantity de Hermann Broch, New York, Viking Press, 1935.
- The Jew of Rome: A Historical Romance de Lion Feuchtwanger, London, Hutchinson, 1935.
- The Loom of Justice de Ernst Lothar, New York, G.P. Putnam's Sons, 1935.
- Night over the East de Erik von Kuehnelt-Leddihn, London, Sheed & Ward, 1936.
- Amerika de Franz Kafka, New York, Doubleday/New Directions, 1946
- The Trial de Franz Kafka, London, Martin Secker, 1937, reeditare New York, The Modern Library, 1957.
- Metamorphosis and Other Stories de Franz Kafka, Harmondsworth, Penguin Books, 1961.

### Altele
- Women: An Inquiry (1925)
- Living with Ballads (1965)
- Belonging: a memoir (1968)
- „Elizabeth” și „A Portrait of Emily Stobo”, Chapman 71 (1992–1993)
- „Clock-a-doodle-do”, M. Burgess ed., The Other Voice, (1987)
- „Mrs Muttoe and the Top Storey”, Aileen Christianson, Moving in Circles: Willa Muir's Writings, Edinburgh, Word Power Books, 2007.